# Zdenĕk Janda
Zdenĕk Janda ist ein ehemaliger tschechoslowakischer Radrennfahrer.

## Sportliche Laufbahn
Janda war im Straßenradsport aktiv. In der Tour de Bohemia 1976 gewann die Gesamtwertung vor Jiří Prchal sowie zwei Etappen.
In der Österreich-Rundfahrt 1975 wurde er 24., 1974 war er ausgeschieden, 1976 kam er auf den 11. Rang, 1978 wurde er 44., 1979 18. Janda startete für den Verein RH Plzeň.